# Nagroda Przyjaznego Brzegu
Nagroda Przyjaznego Brzegu – coroczny konkurs organizowany od 2004 przez Polskie Towarzystwo Turystyczno-Krajoznawcze, we współdziałaniu z Polskim Związkiem Żeglarskim i innymi partnerami, pod honorowym patronatem Ministra Sportu i Turystyki.

## Charakterystyka i zasady
Celem konkursu jest kształtowanie społecznej świadomości wartości wód Polski i wagi właściwego zagospodarowania ich brzegów z myślą o turystach wodnych. Nagrody przyznawane są przez jury złożone z przedstawicieli organizatorów. Kandydatami mogą być gminy, wsie, małe i duże miasta (w osobnych kategoriach), stanice kajakowe, mariny, przystanie, a także inicjatywy i przedsięwzięcia służące zagospodarowaniu i promocji polskich szlaków wodnych. Przyznawana jest Nagroda Główna (Grand Prix) i nagrody specjalne, które służą wyróżnieniu inicjatyw charakteryzujących się szczególnym nowatorstwem związanym z ochroną środowiska i działaniami na rzecz udziału osób niepełnosprawnych w turystyce wodnej. Nagrody specjalne przyznaje się również osobom fizycznym zasłużonych dla promocji polskich szlaków turystycznych i turystyki wodnej. Do zgłaszania kandydatów uprawnione są organizacje zajmujące się turystyką wodną, kluby, redakcje, komandorzy rejsów i spływów, a także osoby indywidualne. Termin zgłaszania kandydatów upływa 31 grudnia każdego roku, a ogłaszanie wyników w pierwszym kwartale roku następnego.